# Бломберг (Восточная Фризия)
Бломберг (нем. Blomberg) — община в Германии, в земле Нижняя Саксония.
Входит в состав района Виттмунд. Подчиняется управлению Хольтрим. Население составляет 1579 человек (на 31 декабря 2010 года). Занимает площадь 12,80 км².
| Год  | Население |
| ---- | --------- |
| 1990 | 1274      |
| 1995 | 1248      |
| 2000 | 1412      |
| 2005 | 1496      |
| 2010 | 1550      |